# Secolo d'Italia

Le Secolo d'Italia (le Siècle d'Italie) est un quotidien national d'extrême-droite, fondé à Rome en 1952. Depuis 2012, il ne paraît plus sous format papier, mais uniquement sur internet. 
C'est un journal lié aux mouvements d'extrême droite, qui a été successivement l'organe officiel du MSI (Movimento Sociale Italiano) et du parti Alleanza Nazionale. Entre 2009 et 2011, ce fut le quotidien de la coalition Il Popolo della Libertà.

## Historique
À partir de 1963, le Secolo d'Italia a été l'organe officiel du Mouvement social italien, un parti néo-fasciste, et ensuite d'Alliance nationale jusqu'à la dissolution de ce parti les 21 et 22 mars 2009. Giorgia Meloni y a travaillé comme journaliste de 2004 à 2006.
Jusqu'en 2010, il porte le sous-titre de quotidien du Peuple de la liberté (PdL). Ce journal est resté proche de Futur et liberté pour l'Italie et de Gianfranco Fini jusqu'en février 2011, date à laquelle il est passé sous le contrôle de la composante ex-AN interne au PdL dans son comité d'administration.

## Directeurs
| Directeurs                                               | Début | Fin  |
| -------------------------------------------------------- | ----- | ---- |
| Bruno Spampanato                                         | 1952  | 1952 |
| Cesco Giulio Baghino                                     | 1952  | ?    |
| Franz Maria D'Asaro, Filippo Anfuso et Giorgio Almirante | ?     | 1963 |
| Arturo Michelini                                         | 1963  | 1969 |
| Nino Tripodi                                             | 1969  | 1982 |
| Alberto Giovannini                                       | 1982  | 1984 |
| Cesare Mantovani                                         | 1984  | 1987 |
| Pino Romualdi                                            | 1987  | 1988 |
| Giano Accame                                             | 1988  | 1990 |
| Guido Lo Porto                                           | 1990  | 1991 |
| Maurizio Gasparri                                        | 1991  | 1994 |
| Gennaro Malgieri                                         | 1994  | 1998 |
| Marcello Staglieno                                       | 1998  | 2000 |
| Flavia Perina                                            | 2000  | 2011 |
| Luciano Lanna                                            | 2011  | 2011 |
| Marcello De Angelis                                      | 2011  | 2014 |
| Italo Bocchino                                           | 2014  |      |